# Empire: Total War
Empire: Total War (Dansk: Imperium: Total Krig) blev udgivet 3. marts 2009 i Nordamerika og blev udgivet i EU 4. marts. Spillet er et turbaseret strategi og real-time taktik computerspil udviklet af Creative Assembly og udgivet af Sega, det er det femte spil i spille-serien Total War.
Spillet blev godt modtaget flere kritikere roste det som en af de bedste seneste strategi titler. Lovprisning blev givet til den omfattende strategiske bredde, nøjagtige historiske udfordringer og visuelle effekter. Realtidslandskampene, med langt større fokus på krudt våben end tidligere Total War- titler, blev anset for succesfulde. Dog fokuserede kritikerne også på at spillets kunstige intelligens kunne godt have været blevet mere fokuseret på. Senere udtalte flere medarbejder fra Creative Assembly at det der var mange problemer siden at de var nødt til at udgive det til tiden. Dog var spillet en kommerciel succes.

## Kampagne
Spillets hoved kampagne hedder "Grand Campaign". Kampagnen forgår i Europa, Mellemøsten, Nordafrika, Indien, Nordamerika og Caribien sammen med sydamerikanske kyst, Guineabugten, Mozambique-kanalen og Østindien, og kampengs start år er 1700. Man starter med at man vælger mellem 11 nationer som er følegne: Britiske Imperium, Den polsk-litauiske realunion, Kongeriget Frankrig, Preussen, Marathaforbundet, Det Osmanniske Rige, Rusland, Kejserriget Østrig, Sverige, De Forenede Nederlande og Spanien, som alle sammen starter med nogle historiske provinser. Efter man har valgt sin nation skal styrer sine nation hvor man skal huske at undersøge teknologi, og opgradere sine landsbyer, fabrikker og veje. Hver nation har deres egen mission, missionerne går ud på at skal kontoleer visse provinser inden for et hvis års tal eller prøve at skabe et globalt Imperium, spilleren kan gøre brug af andre midler for at opnå deres mål, fx der er spionage og mord. Man skal også styre region ved hjælp af katolske, ortodokse og protestantiske missionærer, imamer og Brahmin, hvilken slags missionær man har kommer an på hvem man spiller som, hvis man spiller som Sverige har man protestantiske missionærer og hvis man spiller som Det Osmanniske Rige har man Imamer.
Spilleren gør brug af diplomati for at skabe handels aftaler, militær alliancer eller om man må have militær tilladelse for nogle "ture" så en tropper kan marchere over deres land. Man skal også sørge for at ens befolkning er tilfredse med din regering ellers bliver der oprør hvor "nye nationer" kan poppe op fx hvis du kontrollere Skotland provinsen at de er utilfredse med din regering i flere runder springer der en hær frem og hvis den her overtager provinsens hovedstad, så popper Skotland op som et selvstændigt land, men man kan også komme til at gøre din hovedstad provins utilfreds med din regningen i flere runder hvis det sker og du er et monarki kan man tage beslutningen om man vil støtte oprørerne eller reginegen, hvis man så vægler oprørerne og overtager hovedstaden skrifter din nation styrefrom fra monarki til republik.
Der er også en anden kampagne som hedder Road to Independence, hvor man starter med at spille som engelske kolonister og senere hen spillerne man som de engelske kolonier i USA og til sidst spiller man som USA under den Amerikanske uafhængighedskrig.
I Empires DLC "The Warpath campaign" kan man spille som Irokeserføderationen, Cherokee, Wyandot, Pueblostammen og Lakota. Kampagnen forgår i Nordamerika og den øverste del af Sydamerika . Kampamengen fungere ligesom hoved kampagne undtagen der er mere fokus på hånd til hånd kampe siden du spiller som indianerne.

## Kampene
Det andet store område af spillet er kampsystemet. I modsætning til kampagnespilet kontrollerer spillerne kampene i realtid. Som med alle titler i serien efter Shogun: Total War , kan kampe finde sted både på land og til søs. Men Empire er den første til at tillade søslag skal bekæmpes i realtid; I tidligere titler blev de automatisk løst af spillets kunstige intelligens. Automatisk kampløsning er fortsat en mulighed for både land- og havs kampe. Ens hær består typisk af kavaleri , musketerer , riflemen og artilleri. Hver af dem har deres egne fordele, ulemper, omkostninger og samlet effektivitet. Spillere skal bruge taktik og formationer fra det 18. århundrede til at besejre deres fjender. Kampen terræn og vejret er også vigtige. Hver enhed har moral som stiger, hvis kampen går godt eller falder efter store tab, hærens tab, der kommer under artilleribombardement eller med generalens død, hvis en enheds morale bliver for lav blive vil enheden flygte fra slagmarken. 